# За час до свидания
«За час до свидания» — советский мультфильм 1965 года. Снят Валентиной и Зинаидой Брумберг. Комическая опера для взрослых.

## Сюжет
Сатира на недостатки в сфере бытового обслуживании.
Влюблённый юноша по имени Гоша (имя героя упоминается в титрах, в самом же мультфильме героя по имени ни разу не называют) направляется на свидание с любимой девушкой. Проходя через стройку и замечтавшись, он рухнул в яму. Весь в грязи, огорчённый Гоша обращается за помощью в «районный, дважды образцовый, трижды показательный, диплома 4-й степени, комбинат бытового обслуживания», известный крупными успехами в мелком ремонте.

Но сотрудники комбината: директор, парикмахер, чистильщик, портной, ремонтники, обувщики нацелены в работе на перевыполнение плана по процентам, скорости обслуживания и ремонта как можно большего количества изделий, в ущерб качеству.
В результате, после посещения комбината Гоша, когда-то модный мальчик, стал похож на чудовище и опоздал на свидание на несколько часов. Его не узнаёт любимая и, расстроенная и огорчённая, уходит прочь. Юноша с горя решает утопиться…

## Над фильмом работали
- сценарий — Бориса Ласкина, Мориса Слободского
- режиссёры — Валентина и Зинаида Брумберг
- художники-постановщики — Лана Азарх, Валентин Лалаянц
- композитор — Александр Варламов
- оператор — Борис Котов
- звукооператор — Георгий Мартынюк
- монтажёр — Нина Майорова
- редактор — Раиса Фричинская
- ассистент режиссёра — Татьяна Фёдорова
- художники-мультипликаторы: Фаина Епифанова, Антонина Алёшина, Вячеслав Котёночкин, Елизавета Комова, Ирина Троянова, Игорь Подгорский, Татьяна Таранович, Владимир Арбеков, Леонид Каюков, Ольга Орлова.
- роли озвучивали:

Гоша — Игорь Дивов
парикмахер — Григорий Толчинский
директор — Георгий Панков
девушка — Тамара Снегирёва
Ансамбль «Улыбка»
- директор картины — Г. Кругликов